# همه کابوی‌های خوب با پدرشان مشکل دارند
همه کابوی‌های خوب با پدرشان مشکل دارند نام یازدهمین قسمت مجموعه تلویزیونی لاست است.

## نام
دلیل نامگذاری این قسمت، مشکلاتی بود که جک شفرد در گذشته با پدرش داشته‌است و کنایه از کابوی، جک است.

## داستان
در این قسمت جک مشکلاتش را با پدرش یادش می‌آید که حتی در موردی حاضر شد حقیقت را بگوید تا اینکه پدرش را نجات دهد، در جزیره هم سعید جراح از دست زن فرانسوی روسو نجات می‌یابد، جک با ایتان (دزد کلیر) درگیر می‌شود و ایتان چارلی را در جنگل به‌دار می‌آویزد و جک و کیت چارلی را پیدا می‌کنند که با تنفس مصنوعی دوباره به زندگی بازمی‌گردد.